# Stefan Schwendinger
Stefan Schwendinger (* 27. Juli 1994 in Judenburg) ist ein österreichischer Fußballspieler.

## Karriere
Schwendinger begann seine Karriere beim FC Rot-Weiß Knittelfeld. Nachdem er beim FC Judenburg gespielt hatte, ging er 2008 in die AKA Salzburg. 2012 spielte er erstmals für das Farmteam FC Liefering. Nach dem Aufstieg gab er sein Profidebüt am 11. Spieltag 2013/14 gegen den SV Horn. Im Jänner 2014 wechselte er zum Bundesligaverein Wolfsberger AC. Sein Bundesligadebüt gab er am 24. Spieltag 2013/14 gegen den FK Austria Wien. 2015 ging er zum Zweitligisten SK Austria Klagenfurt.
Nach dem Zwangsabstieg Klagenfurts wechselte er im Sommer 2016 zum Landesligisten ASK Voitsberg.